# Football australien au Canada
 (novembre 2023).
Si vous disposez d'ouvrages ou d'articles de référence ou si vous connaissez des sites web de qualité traitant du thème abordé ici, merci de compléter l'article en donnant les références utiles à sa vérifiabilité et en les liant à la section « Notes et références ».

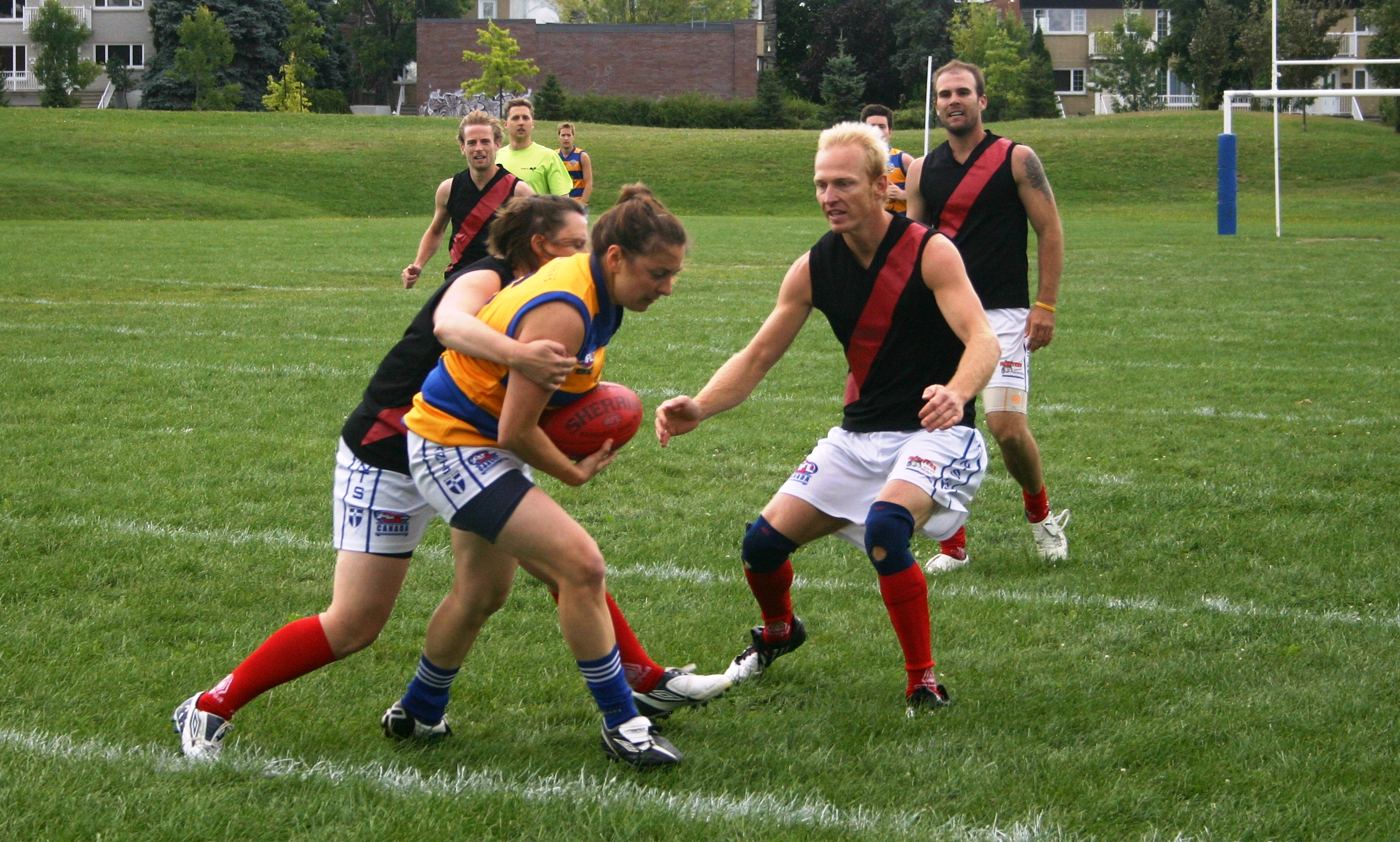
Action de la 2010 ECAFL Grand Final à Québec.

Le football australien est joué au Canada depuis au moins 1905, date à laquelle il a été joué pour la première fois à Vancouver, Colombie-Britannique.
Ce sport est pratiqué par plus de 70 000 personnes partout au Canada, avec des clubs situés dans sept des dix provinces du Canada. Ce sport est également pratiqué dans de nombreuses écoles canadiennes.
Le sport au Canada est régi par l'AFL Canada, qui est affiliée à l'Australian Football League (AFL) en Australie.

## Géographie
Il existe des clubs de football australiens dans sept provinces canadiennes : Alberta, Colombie-Britannique, Manitoba, Nouvelle-Écosse, Ontario, Québec et Terre-Neuve-et-Labrador. Il est également prévu d'implanter ce sport en Saskatchewan.

## Équipes nationales
Le Canada compte des équipes nationales masculines, féminines et juvéniles qui participent à des compétitions internationales.
L'équipe masculine, surnommée Northwind, a participé à toutes les Coupes internationales de football australien. L'équipe féminine, surnommée la Northern Lights, a participé à toutes les Coupes internationales de football féminin australien.

## Clubs

### Alberta
- Bow Valley Bison
- Calgary Kangaroos
- Calgary Kookaburras
- Edmonton Emus
- Fort McMurray AFC

### Colombie-Britannique
- Burnaby Eagles
- Penticton Bombers
- Vancouver Cougars
- Vancouver-Whistler Hawks
- Vernon Roosters
- Victoria Sharks
- West Coast Wildcats

### Manitoba
- Winnipeg Bears

### Nouvelle-Écosse
- Halifax Dockers
- Sydney Giants

### Onatrio
- Central Blues
- Etobicoke Lady Roos
- Grand River Gargoyles
- Hamilton Wildcats
- High Park Demons
- Ottawa Swans
- Toronto Eagles
- Toronto Dingoes
- Toronto Rebels

### Québec
- Laval Bombers
- Montréal City Bluebelles
- Montréal City Blues
- Montréal Demons
- Old Montréal Dockers
- Notre-Dame-de-Grace Giants
- Plateau Eagles
- West Island Wooders

### Terre-Neuve-et-Labrador
- Goose Bay AFC
- St. John's Puffins